# Forum Katholische Theologie
Forum Katholische Theologie (Abkürzung FKTh) ist eine katholische Zeitschrift, die der gründende Herausgeberkreis (Leo Scheffczyk, Kurt Krenn und Anton Ziegenaus) als Fortsetzung der seit 1950 bestehenden Münchener Theologischen Zeitschrift verstand. Die herausragende Persönlichkeit unter den Herausgebern war bis zu seinem Tode (2005) Leo Scheffczyk, der 2001 von Papst Johannes Paul II. wegen seiner theologischen Verdienste zum Kardinal kreiert wurde.
Die viermal jährlich erscheinende Zeitschrift umfasst üblicherweise drei Sektionen: wissenschaftliche Artikel, „Beiträge und Berichte“ sowie Rezensionen. Die „Abhandlungen“ machen den größten Teil der Aufsätze aus, dazu werden auch „Beiträge und Berichte“ veröffentlicht, die kürzere Stellungnahmen bringen, beispielsweise umfangreichere Rezensionen. Die Beiträge unterliegen dem Peer-Review.
Forum Katholische Theologie ist eingeschrieben bei ERIH PLUS (European Reference Index for the Humanities and the Social Sciences), in dem nur Zeitschriften einen Status haben, die den von der Europäischen Gemeinschaft (ESF, European Science Foundation) entwickelten wissenschaftlichen Kriterien entsprechen.